# Quartet de corda núm. 8 (Weinberg)
El Quartet de corda núm. 8, op. 66, va ser compost per Mieczysław Weinberg el 1959 en un únic moviment. Es va estrenar el 13 de novembre de 1959 a Sala Petita del Conservatori de Moscou pel Quartet Borodin, a qui anava dedicat. És un treball relativament curt que dura uns quinze minuts i que està format per un sol moviment de seccions diferenciables.

## Origen i context
El mateix any que va crear el Concert per a violí, Weinberg va compondre el seu Vuitè Quartet, una obra que incorpora també temes d'arrel jueva i polonesa. Durant molts anys, aquest quartet seria l'única obra d'aquesta sèrie de Weinberg que aconseguiria ser coneguda a Occident.

## Anàlisi musical
Amb un sol moviment articulat en tres parts, l’obra manté una atmosfera densa i melancòlica que ni tan sols els girs hebraics de l’Allegretto central aconsegueixen esvair.
Un tret molt distintiu de Weinberg és l'inici amb una sensació de recerca impregnada d'una profunda desolació. En contrast, la secció central es presenta com un oberek, una dansa polonesa de caràcter burleta. L’obra transita per una varietat de registres estilístics i rítmics amb una fluïdesa sorprenent.